# Волкотт (селище, Нью-Йорк)
Волкотт (англ. Wolcott) — селище (англ. village) в США, в окрузі Вейн штату Нью-Йорк. Населення — 1556 осіб (2020).

## Географія
Волкотт розташований за координатами 43°13′22″ пн. ш. 76°48′44″ зх. д. / 43.22278° пн. ш. 76.81222° зх. д. (43.222785, -76.812133).  За даними Бюро перепису населення США в 2010 році селище мало площу 5,09 км², з яких 5,04 км² — суходіл та 0,05 км² — водойми.

## Демографія
Згідно з переписом 2010 року, у селищі мешкала 1701 особа в 702 домогосподарствах у складі 410 родин. Густота населення становила 334 особи/км².  Було 766 помешкань (150/км²).
Расовий склад населення:
| - 93,6 % — білих - 3,0 % — чорних або афроамериканців - 0,2 % — азіатів - 0,1 % — корінних американців - 1,6 % — осіб інших рас |

До двох чи більше рас належало 1,6 %. Частка іспаномовних становила 5,4 % від усіх жителів.
За віковим діапазоном населення розподілялося таким чином: 26,8 % — особи молодші 18 років, 57,6 % — особи у віці 18—64 років, 15,6 % — особи у віці 65 років та старші. Медіана віку мешканця становила 38,5 року. На 100 осіб жіночої статі у селищі припадало 97,8 чоловіків;  на 100 жінок у віці від 18 років та старших — 96,1 чоловіків також старших 18 років.
Середній дохід на одне домашнє господарство  становив 44 689 доларів США (медіана — 33 021), а середній дохід на одну сім'ю — 55 350 доларів (медіана — 47 000). Медіана доходів становила 40 000 доларів для чоловіків та 36 759 доларів для жінок. За межею бідності перебувало 25,0 % осіб, у тому числі 32,2 % дітей у віці до 18 років та 17,6 % осіб у віці 65 років та старших.
Цивільне працевлаштоване населення становило 742 особи. Основні галузі зайнятості: освіта, охорона здоров'я та соціальна допомога — 23,5 %, мистецтво, розваги та відпочинок — 14,3 %, виробництво — 13,5 %, роздрібна торгівля — 13,1 %.